# Aloe salm-dyckiana
Aloe salm-dyckiana é uma espécie de liliopsida do gênero Aloe, pertencente à família Asphodelaceae.